# Llau del Boix
La llau del Boix és una llau del terme municipal de Castell de Mur, dins de l'antic terme de Mur, al Pallars Jussà, en terres de Vilamolat de Mur.
Es forma a prop i al nord-oest de l'Alzina del Magí, al nord de Vilamolat de Mur, i tot seguit troba la Font del Boix. Travessa el Camí de les Vinyes, i passa entre el Tros de Sant Gregori -ponent- i la Vinya del Serrat -llevant. Tot seguit s'aboca en el barranc de Sant Gregori al nord-est de la capella de Sant Gregori i del Tros de Sant Gregori.